# Offret
Offret är en svensk-fransk dramafilm från 1986 i regi av Andrej Tarkovskij.  
Filmen är mest känd för sina långa, vackra, för Tarkovskij typiska, tagningar. En omtalad scen är den långa tagning i slutet då huset står i lågor efter att Alexander har tänt på. I filmen visas sekvenser av människor som planlöst irrar omkring på dåvarande Tunnelgatan i Stockholm, och där en kvaddad bil ligger på den plats där Sveriges statsminister Olof Palme blev mördad 1986. Denna sekvens visas åtminstone två gånger i filmen. Filmen är inspelad 1985 med premiär 1986. 

## Handling
Journalisten Alexander (Erland Josephson) tvingas, vid tredje världskrigets utbrott, att offra allt han äger för att det ska bli fred.

## Rollista
| Erland Josephson   | – Alexander      |
| Susan Fleetwood    | – Adelaide       |
| Allan Edwall       | – Otto           |
| Guðrún Gísladóttir | – Maria          |
| Sven Wollter       | – Victor         |
| Valérie Mairesse   | – Julia          |
| Filippa Franzén    | – Marta          |
| Tommy Kjellqvist   | – Gossen         |
| Per Källman        | – Ambulansförare |
| Tommy Nordahl      | – Ambulansförare |

## Om filmen
Filmen spelades in på Gotland, vid orten När. Tarkovskij ville egentligen spela in filmen på Fårö, men nekades tillstånd att spela in så nära Gotlands kustartilleriregementes bas i Fårösund, då han var sovjetisk medborgare.
Sven Nykvist stod för fotot, Anna Asp för scenografin och Owe Svensson för ljud. Offret blev Andrej Tarkovskijs sista film innan han avled i lungcancer i december 1986.
Offret har vistas i SVT, bland annat i januari 2025.